# La Mort aux Juifs
La Mort aux Juifs ("Dood aan de joden", of "Waar joden gestorven") is een lieu-dit behorend tot de gemeente Courtemaux in het Franse departement Loiret (regio Centre-Val de Loire). Het enkele boerderijen tellende gehucht komt met enige regelmaat in opspraak wegens de nogal typische naam; in 1992 is er al een verzoek geweest om de naam naar iets vriendelijkers te wijzigen, maar dat verzoek is afgewezen daar het een naam is die al blijkbaar sinds de middeleeuwen in omloop is. In 2014 stelde het Simon Wiesenthalcentrum de naam opnieuw aan de kaak.
Eind 2014 is besloten de naam, die al op geen enkel bord meer stond, te schrappen uit het register.

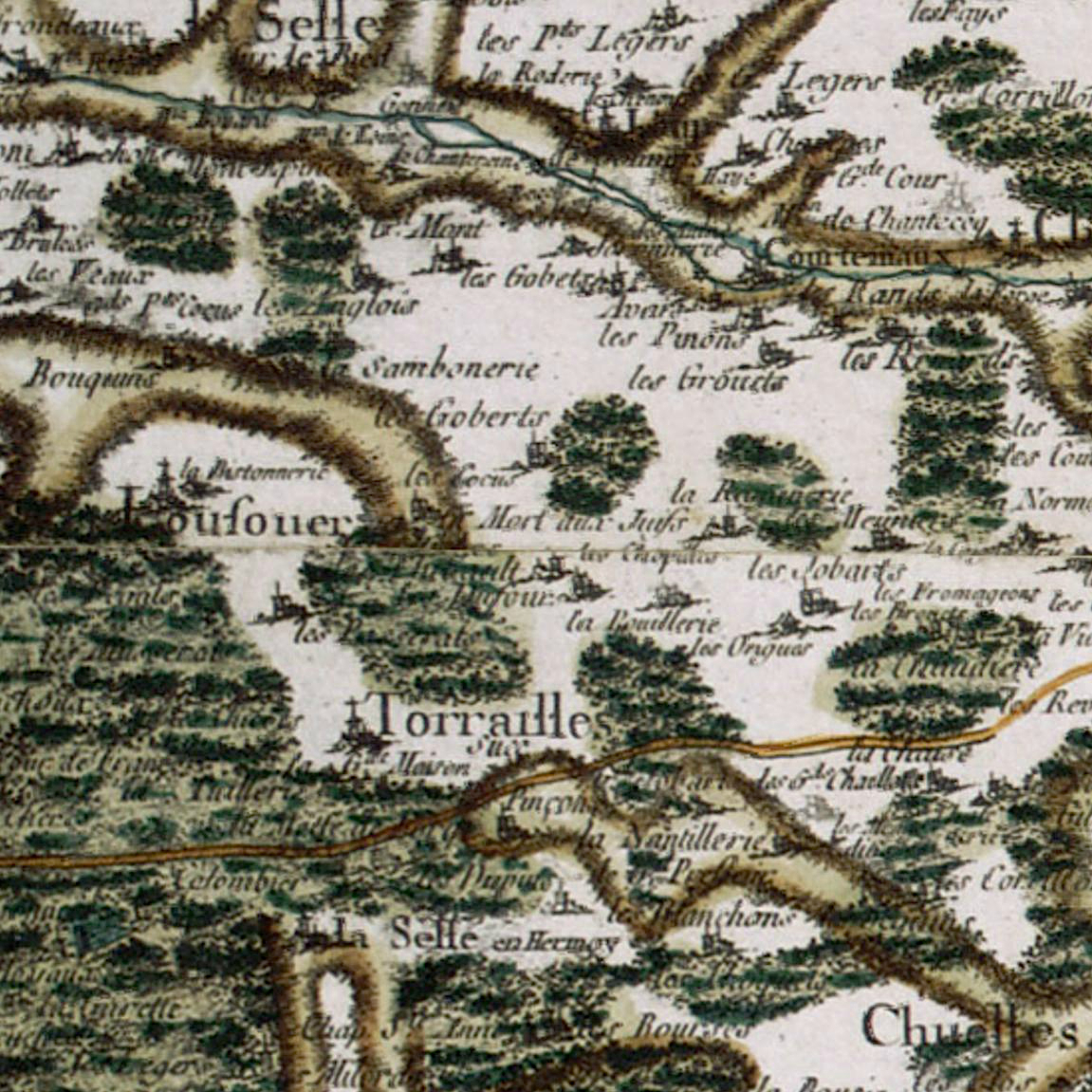
Het plaatsje op een kaart van César-François Cassini de Thury, rond 1757